# Ratificatie
Ratificatie is de officiële bekrachtiging van een internationaal verdrag door een staat.
Wanneer een verdrag wordt aangenomen op een internationale conferentie, ondertekenen de delegaties van de deelnemende landen het verdrag. Hun regeringen dienen dit daarna echter nog te bekrachtigen (bijvoorbeeld door over een wet te laten stemmen in het parlement). Wanneer dit is gebeurd, is het land een partij van het verdrag.
Andere termen die in dit verband gebruikt worden zijn toetreding (Engels: accession), aanvaarding (acceptance), goedkeuring (approval) en formele bevestiging (formal confirmation).
In de meeste verdragen is gestipuleerd dat ze pas in werking treden nadat een vastgesteld aantal landen het verdrag heeft geratificeerd (of aanvaard, goedgekeurd). De Conventie van Bazel bijvoorbeeld trad in werking negentig dagen na neerlegging van het twintigste "instrument van toetreding". 

## Nederland
Artikel 91: Goedkeuring verdragen van de Nederlandse Grondwet bepaalt dat verdragen die de regering namens het Koninkrijk der Nederlanden sluit met andere staten altijd eerst goedgekeurd (geratificeerd) moeten worden door de Staten-Generaal, oftewel de Eerste Kamer, de Tweede Kamer en de Staten van Aruba, Curaçao en Sint Maarten. De Rijkswet goedkeuring en bekendmaking verdragen (7 juli 1994) bepaalt dat de Minister van Buitenlandse Zaken regelmatig de Staten(-Generaal) moet informeren over welke verdragen de regering aan het onderhandelen is met andere landen of internationale organisaties, welke ministeries daarbij betrokken zijn en of het verdrag ook effect heeft op Aruba, Curaçao en Sint Maarten. Voor bepaalde verdragen is altijd uitdrukkelijke goedkeuring van de Staten-Generaal vereist. In andere gevallen worden de Staten-Generaal geacht stilzwijgend te hebben ingestemd als er niet binnen 30 dagen nadat de regering het verdrag bekendmaakt aan de Kamers minstens een vijfde deel van één van beide Kamers aangeeft het verdrag te willen onderwerpen aan uitdrukkelijke goedkeuring. Uitdrukkelijke goedkeuring wordt verleend bij wet en kan dus met gewone meerderheden in beide Kamers worden aangenomen. Grondwetsartikel 91.3 bepaalt echter dat, als het verdrag op een of meerdere punten afwijkt van de Grondwet, er een tweederdemeerderheid in beide Kamers nodig is voor goedkeuring. De tekst van een goedgekeurd verdrag wordt gepubliceerd in het Tractatenblad en treedt vervolgens in werking als aan de andere criteria in het verdrag zelf is voldaan.

## Verenigde Staten
De Treaty Clause ("Verdragenclausule") in artikel 2 van de Grondwet van de Verenigde Staten bepaalt dat de president van de Verenigde Staten verdragen onderhandelt met andere staten of politieke entiteiten en ze ondertekent. Ondertekende verdragen treden pas in werking als ze door ten minste twee derde (67 leden) van de Senaat zijn goedgekeurd. Technisch gezien ratificeert de Senaat zelf geen verdragen, het keurt alleen maar ratificatieresoluties die door de Amerikaanse Senaatscommissie voor Buitenlandse Zaken zijn ingediend goed of af; bij goedkeuring wisselen de Verenigde Staten de instrumenten van ratificatie uit met de buitenlandse macht(en). Tussen 1789 en 1990 keurde de Senaat meer dan 1500 verdragen goed, 21 af en werden er 85 ontwerp-verdragen ingetrokken omdat de Senaat ze niet had behandeld. In december 2014 lagen er 36 verdragen die door de president waren ondertekend te wachten op behandeling door de Senaat.